# Petroica de barbeta negra
La petroica de barbeta negra (Poecilodryas brachyura) és un ocell de la família dels petròicids (Petroicidae).

## Hàbitat i distribució
Viu entre la malesa del bosc al nord-oest i nord de Nova Guinea i les illes Yapen.